# Aspidosperma triternatum
Aspidosperma triternatum là một loài thực vật thuộc họ Apocynaceae. Loài này có ở Argentina và Paraguay.